# Cours-les-Bains
Pour les articles homonymes, voir Cours.
Cours-les-Bains est une commune française, située dans le département de la Gironde, en région Nouvelle-Aquitaine.

## Géographie

### Localisation
Située dans la Haute-Lande-Girondine en limite du département de Lot-et-Garonne, la commune, , se trouve à 74 km au sud-est de Bordeaux, chef-lieu du département, à 30 km au sud-est de Langon, chef-lieu d'arrondissement et à 2,5 km à l'est-sud-est de Grignols.
La commune se trouve dans la zone d'emploi de Langon et dans le bassin de vie de Casteljaloux

### Communes limitrophes
Les communes limitrophes en sont Romestaing au nord-est, Ruffiac à l'est, Antagnac au sud, Saint-Martin-Curton à l'extrême sud-sud-ouest — ces quatre communes étant lot-et-garonnaises —, Sillas au sud-ouest et Grignols au nord-ouest.
| Grignols                             |                    | Romestaing (L. & G.) |
|                                      | Cours-les-Bains    | Ruffiac (L. & G.)    |
| Sillas Saint-Martin-Curton (L. & G.) | Antagnac (L. & G.) |                      |

### Géologie et relief
La superficie de la commune est de 10,43 km2 ; son altitude varie de 85  à   167 mètres.
La commune accueille le point culminant du département, la colline de Samazeuilh (167 mètres)

### Hydrographie

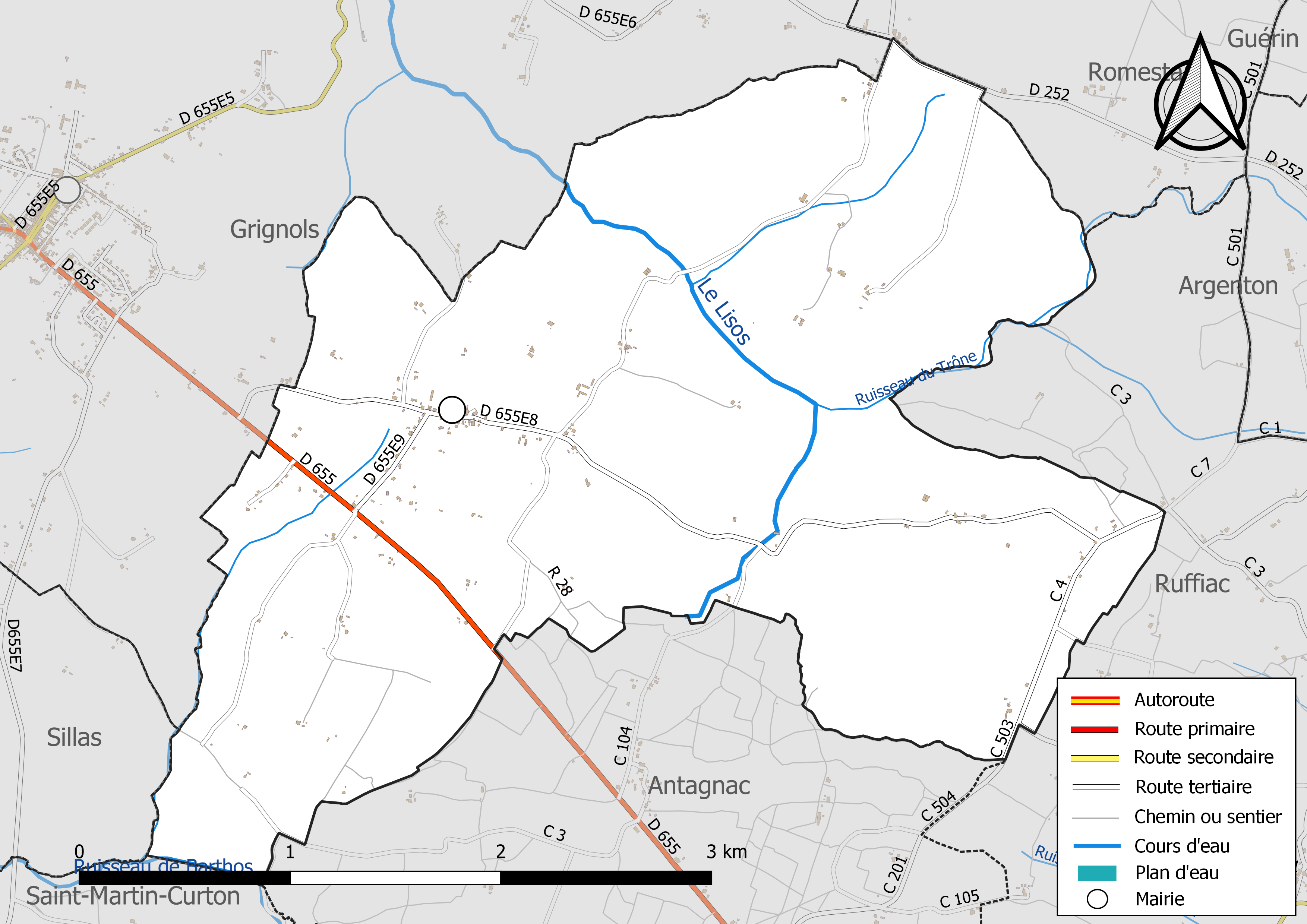
Carte hydrographique et des réseaux de transport de la commune.

La commune est traversée par le Lisos affluent de la Garonne et le Ruisseau de Barthos affluent du Ciron.

### Climat
Pour des articles plus généraux, voir Climat de la Nouvelle-Aquitaine et Climat de la Gironde.
Historiquement, la commune est exposée à un climat océanique aquitain.  
En 2020, Météo-France publie une typologie des climats de la France métropolitaine dans laquelle la commune est exposée à un climat océanique et est dans la région climatique Aquitaine, Gascogne, caractérisée par une pluviométrie abondante au printemps, modérée en automne, un faible ensoleillement au printemps, un été chaud (19,5 °C), des vents faibles, des brouillards fréquents en automne et en hiver et des orages fréquents en été (15 à 20 jours).
Pour la période 1971-2000, la température annuelle moyenne est de 13,1 °C, avec une amplitude thermique annuelle de 15,1 °C. Le cumul annuel moyen de précipitations est de 819 mm, avec 10,9 jours de précipitations en janvier et 6,7 jours en juillet. Pour la période 1991-2020, la température moyenne annuelle observée sur la station météorologique la plus proche, située sur la commune de Saint-Martin-Curton à 5,84 km à vol d'oiseau, est de 0,0 °C et le cumul annuel moyen de précipitations est de 0,0 mm,. Pour l'avenir, les paramètres climatiques de la commune estimés pour 2050 selon différents scénarios d’émission de gaz à effet de serre sont consultables sur un site dédié publié par Météo-France en novembre 2022.

## Urbanisme

### Typologie
Au 1er janvier 2024, Cours-les-Bains est catégorisée commune rurale à habitat très dispersé, selon la nouvelle grille communale de densité à sept niveaux définie par l'Insee en 2022.
Elle est située hors unité urbaine et hors attraction des villes,.

### Occupation des sols

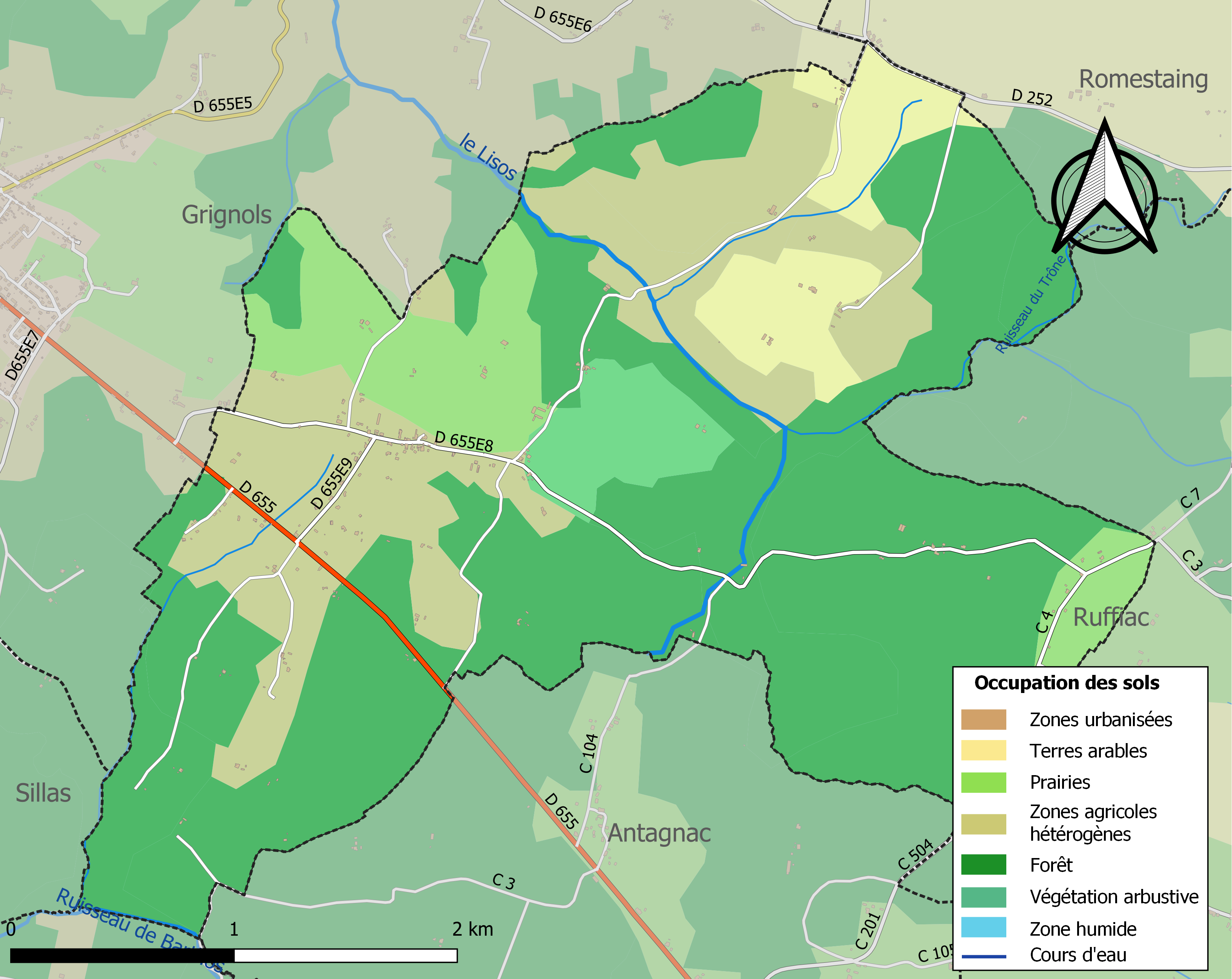
Carte des infrastructures et de l'occupation des sols de la commune en 2018 (CLC).

L'occupation des sols de la commune, telle qu'elle ressort de la base de données européenne d’occupation biophysique des sols Corine Land Cover (CLC), est marquée par l'importance des forêts et milieux semi-naturels (60,9 % en 2018), en augmentation par rapport à 1990 (60 %).
La répartition détaillée en 2018 est la suivante : forêts (56,4 %), zones agricoles hétérogènes (23,8 %), prairies (9,1 %), milieux à végétation arbustive et/ou herbacée (4,5 %), cultures permanentes (3,2 %), terres arables (3 %).
L'évolution de l’occupation des sols de la commune et de ses infrastructures peut être observée sur les différentes représentations cartographiques du territoire : la carte de Cassini (XVIIIe siècle), la carte d'état-major (1820-1866) et les cartes ou photos aériennes de l'IGN pour la période actuelle (1950 à aujourd'hui).

### Habitat et logement
En 2021, le nombre total de logements dans la commune était de 117, alors qu'il était de 118 en 2016 et de 113 en 2011.
Parmi ces logements, 84,8 % étaient des résidences principales, 3,5 % des résidences secondaires et 11,7 % des logements vacants. Ces logements étaient pour 97,4 % d'entre eux des maisons individuelles et pour 2,6 % des appartements.
Le tableau ci-dessous présente la typologie des logements à Cours-les-Bains en 2021 en comparaison avec celle de la Gironde et de la France entière. Une caractéristique marquante du parc de logements est ainsi la faible proportion des résidences secondaires et logements occasionnels (3,5 %) par rapport au département (8,9 %) et à la France entière (9,7 %).
| Typologie                                               | Cours-les-Bains | Gironde | France entière |
| ------------------------------------------------------- | --------------- | ------- | -------------- |
| Résidences principales (en %)                           | 84,8            | 84,9    | 82,2           |
| Résidences secondaires et logements occasionnels (en %) | 3,5             | 8,9     | 9,7            |
| Logements vacants (en %)                                | 11,7            | 6,2     | 8,1            |

### Voies de communication et transports
Le territoire communal est traversé par la route départementale RD 655 qui mène vers le nord-ouest à Grignols et au-delà à Bazas et vers le sud-est à Casteljaloux dans le département de Lot-et-Garonne. Le bourg est desservi par la petite route départementale D655e8.
L'accès à l'autoroute A62 (Bordeaux-Toulouse) le plus proche est le no 4, dit de La Réole, qui se situe à 20 km vers le nord.
L'accès no 1, dit de Bazas, à l'autoroute A65 (Langon-Pau) se situe à 21 km vers l'ouest-nord-ouest.
La station de chemin de fer la plus proche est celle de Sainte-Bazeille, sur la ligne Bordeaux - Sète du TER Nouvelle-Aquitaine, qui se situe à 23 km vers le nord-est. Présentant un trafic plus important, celle de Marmande se situe à 27 km vers le nord-est et celle de La Réole à 27 km vers le nord.

### Risques naturels et technologiques
Le territoire de la commune de Cours-les-Bains est vulnérable à différents aléas naturels : météorologiques (tempête, orage, neige, grand froid, canicule ou sécheresse), inondations, feux de forêts et séisme (sismicité très faible). Un site publié par le BRGM permet d'évaluer simplement et rapidement les risques d'un bien localisé soit par son adresse soit par le numéro de sa parcelle.
La commune a été reconnue en état de catastrophe naturelle au titre des dommages causés par les inondations et coulées de boue survenues en 1982, 1999 et 2009,.
Cours-les-Bains est exposée au risque de feu de forêt. Depuis le 20 avril 2016, les départements de la Gironde, des Landes et de Lot-et-Garonne disposent d’un règlement interdépartemental de protection de la forêt contre les incendies. Ce règlement vise à mieux prévenir les incendies de forêt, à faciliter les interventions des services et à limiter les conséquences, que ce soit par le débroussaillement, la limitation de l’apport du feu ou la réglementation des activités en forêt. Il définit en particulier cinq niveaux de vigilance croissants auxquels sont associés différentes mesures,.

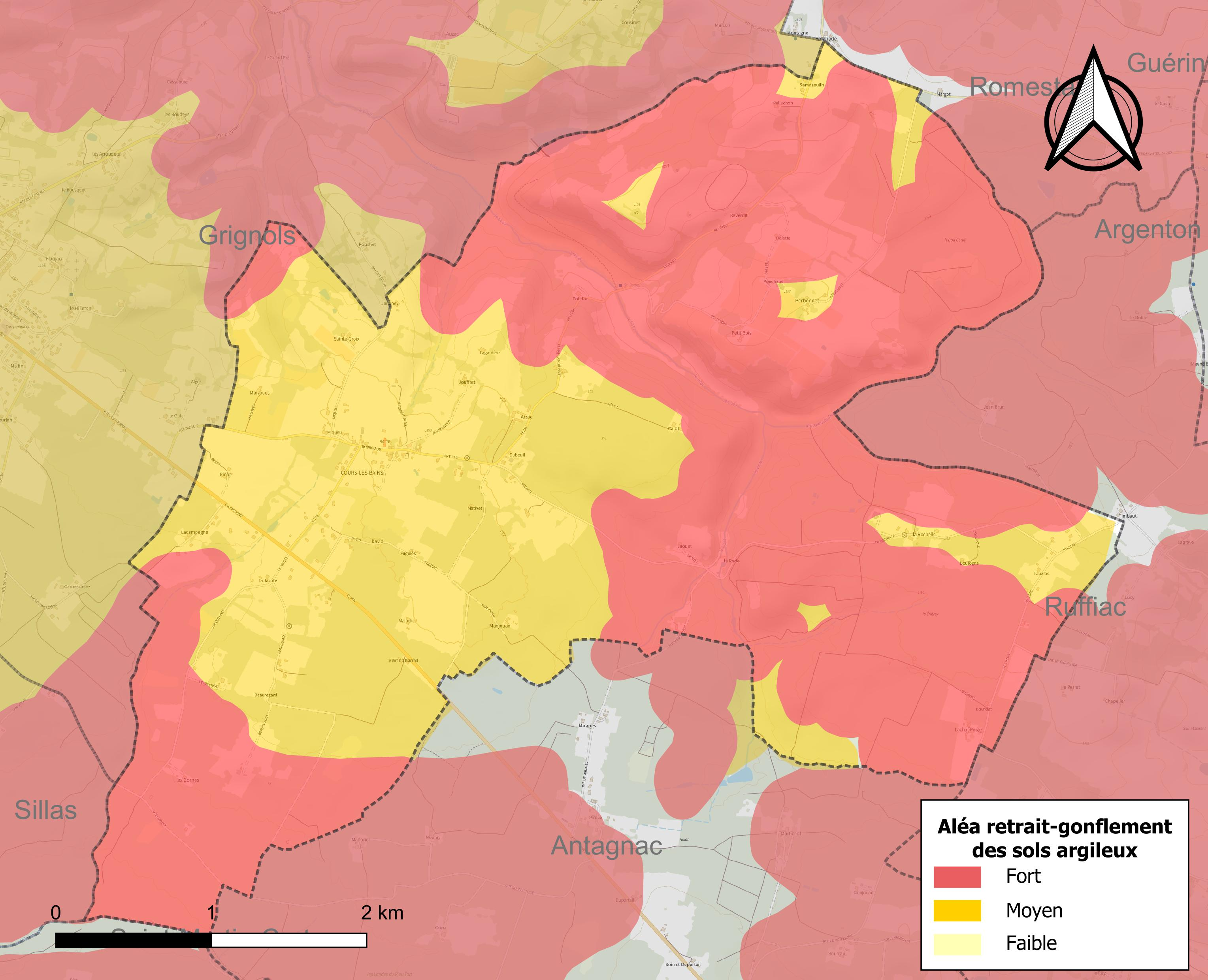
Carte des zones d'aléa retrait-gonflement des sols argileux de Cours-les-Bains.

Le retrait-gonflement des sols argileux est susceptible d'engendrer des dommages importants aux bâtiments en cas d’alternance de périodes de sécheresse et de pluie. 99,9 % de la superficie communale est en aléa moyen ou fort (67,4 % au niveau départemental et 48,5 % au niveau national). Sur les 118 bâtiments dénombrés sur la commune en 2019, 118 sont en aléa moyen ou fort, soit 100 %, à comparer aux 84 % au niveau départemental et 54 % au niveau national. Une cartographie de l'exposition du territoire national au retrait gonflement des sols argileux est disponible sur le site du BRGM,.
Par ailleurs, afin de mieux appréhender le risque d’affaissement de terrain, l'inventaire national des cavités souterraines permet de localiser celles situées sur la commune.
Concernant les mouvements de terrains, la commune a été reconnue en état de catastrophe naturelle au titre des dommages causés par des mouvements de terrain en 1999.

## Toponymie
L'origine du nom de la commune est peut-être le mot bas latin « cortis », qui désigne une cour de ferme ou une basse-cour.
Initialement nommée Cours, la commune a ajouté la terminaison les Bains en 1887 en raison de la présence d'une source ferrugineuse exploitée médicalement (cf. chap. Lieux et monuments), ce qui permit de la distinguer de celle de Cours-de-Monségur qui, s'appelant également Cours à l'époque, changea, quant à elle, son nom en 1927.
En gascon, le nom de la commune est Corts.

## Histoire

### Révolution française et Empire
À la Révolution française, la paroisse Saint-Martin de Cours forme la commune de Cours.
La Commanderie de l'Ordre du Temple puis des Hospitaliers de l'ordre de Saint-Jean de Jérusalem, est vendue comme bien national lors de la Révolution française ; elle est actuellement une maison d'habitation privée.

### Époque contemporaine

Cours-les-Bains au tout début du XXe siècle
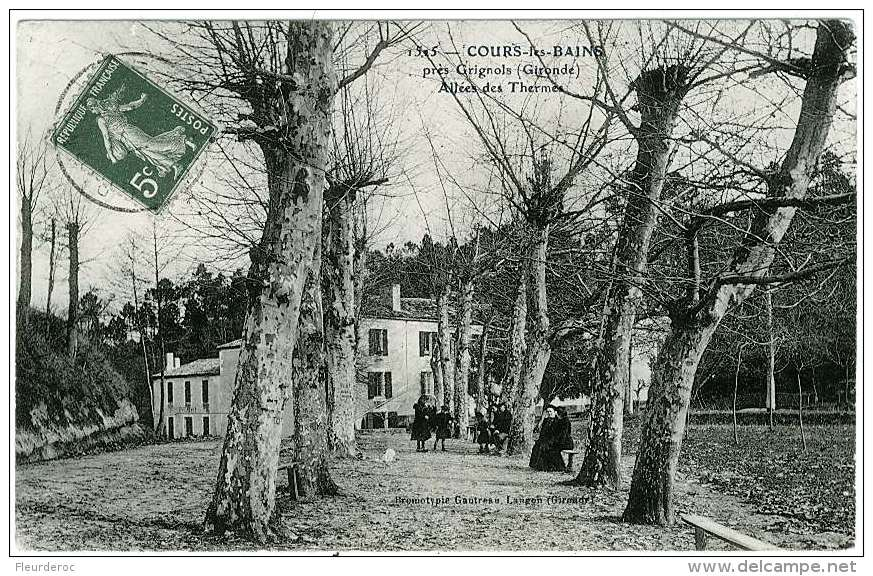
L'allée des Thermes.
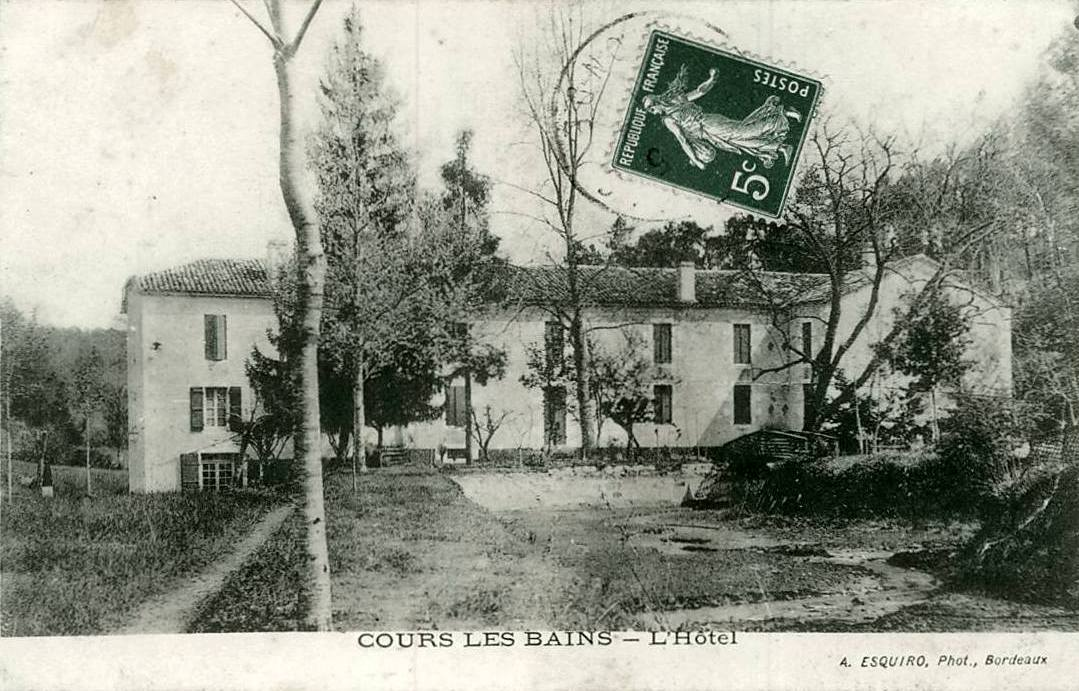
L'hôtel.
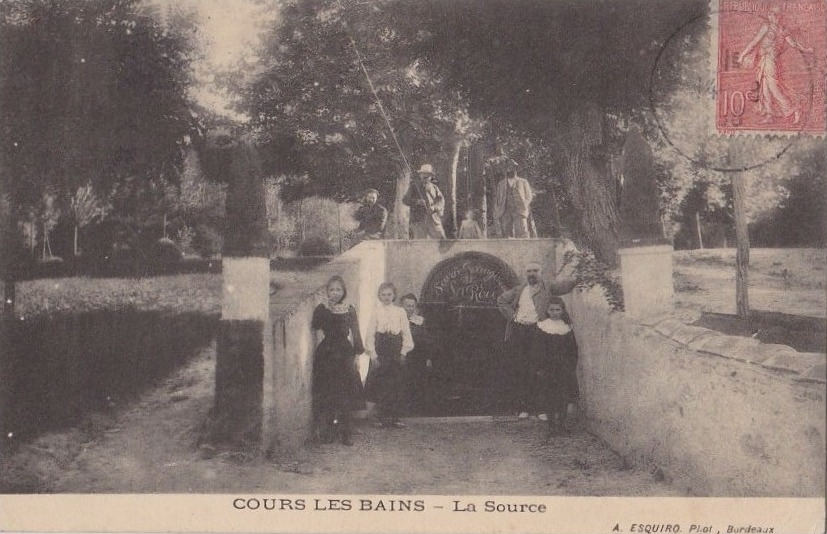
La source.
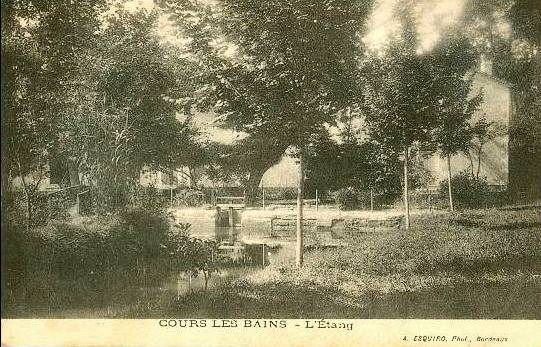
L'étang.
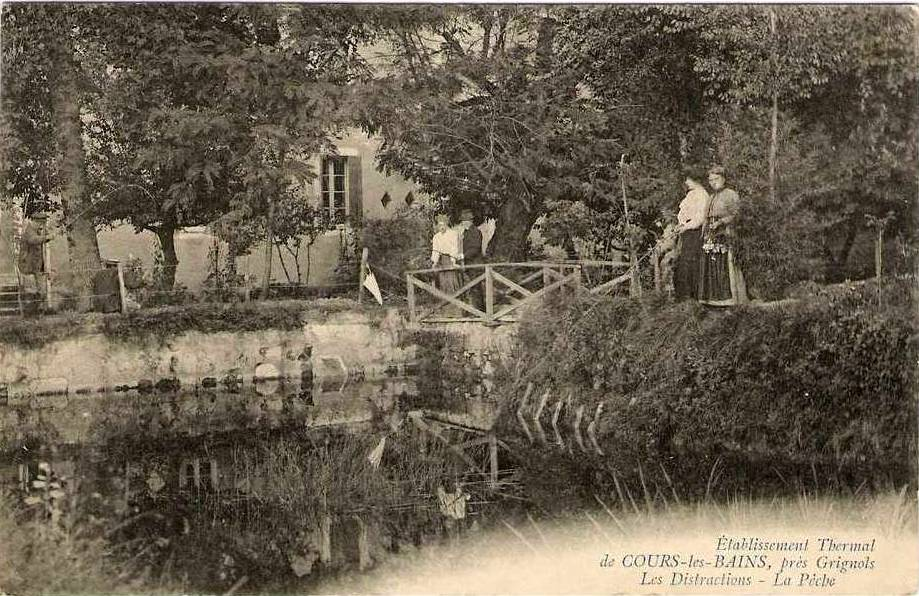
Les distractions des thermes : la pêche.

## Politique et administration

### Rattachements administratifs et électoraux

#### Rattachements administratifs
La commune se trouve depuis 1926 dans l'arrondissement de Langon du département de la Gironde.
Elle faisait partie depuis 1793 du canton de Grignols. Dans le cadre du redécoupage cantonal de 2014 en France, cette circonscription administrative territoriale a disparu, et le canton n'est plus qu'une circonscription électorale.

#### Rattachements électoraux
Pour les élections départementales, la commune fait partie depuis 2014 du canton du Sud-Gironde.
Pour l'élection des députés, elle fait partie de la neuvième circonscription de la Gironde.

### Intercommunalité
Cours-les-Bains était membre de la communauté de communes de Captieux-Grignols, un établissement public de coopération intercommunale (EPCI) à fiscalité propre créé en 2001 et auquel la commune avait transféré un certain nombre de ses compétences, dans les conditions déterminées par le code général des collectivités territoriales.
Conformément aux prescriptions de la loi de réforme des collectivités territoriales du 16 décembre 2010, qui a prévu le renforcement et la simplification des intercommunalités et la constitution de structures intercommunales de grande taille, celle-ci a fusionné le 1er janvier 2014 au sein de la communauté de communes du Bazadais, dont est désormais membre la commune.

### Liste des maires
| Période                                  | Période                       | Identité                 | Étiquette | Qualité                                                   |
| ---------------------------------------- | ----------------------------- | ------------------------ | --------- | --------------------------------------------------------- |
| Les données manquantes sont à compléter. |                               |                          |           |                                                           |
|                                          |                               |                          |           |                                                           |
| mars 2001                                | 2014                          | Étienne Labardin         |           |                                                           |
| 2014                                     | mai 2020                      | Bruno Dreumont           |           | Agriculteur                                               |
| mai 2020,                                | janvier 2023                  | Jacques Lagardère        |           | Profession intermédiaire de la santé et du travail social |
| janvier 2023                             | En cours (au 13 février 2024) | Valérie Ducasse-Labardin |           | Profession intermédiaire de la santé et du travail social |

## Équipements et services publics

### Enseignement
Les enfants de Cours-les-Bains sont scolarisés dans l'école primaire du groupe scolaire de Grignols, administré par le SIVOS de  Grignols, dont la commune est membre et  participe financièrement. Ils poursuivent leurs études au collège Ausone à Bazas.

## Population et société
Les habitants sont appelés les Bennicoursins.

### Démographie
L'évolution du nombre d'habitants est connue à travers les recensements de la population effectués dans la commune depuis 1793. Pour les communes de moins de 10 000 habitants, une enquête de recensement portant sur toute la population est réalisée tous les cinq ans, les populations de référence des années intermédiaires étant quant à elles estimées par interpolation ou extrapolation. Pour la commune, le premier recensement exhaustif entrant dans le cadre du nouveau dispositif a été réalisé en 2007.

En 2022, la commune comptait 224 habitants, en évolution de +2,28 % par rapport à 2016 (Gironde : +6,91 %, France hors Mayotte : +2,11 %).
| 1793 | 1800 | 1806 | 1821 | 1831 | 1836 | 1841 | 1846 | 1851 |
| ---- | ---- | ---- | ---- | ---- | ---- | ---- | ---- | ---- |
| 460  | 361  | 322  | 391  | 413  | 416  | 447  | 391  | 424  |

| 1856 | 1861 | 1866 | 1872 | 1876 | 1881 | 1886 | 1891 | 1896 |
| ---- | ---- | ---- | ---- | ---- | ---- | ---- | ---- | ---- |
| 425  | 404  | 377  | 417  | 384  | 420  | 426  | 389  | 348  |

| 1901 | 1906 | 1911 | 1921 | 1926 | 1931 | 1936 | 1946 | 1954 |
| ---- | ---- | ---- | ---- | ---- | ---- | ---- | ---- | ---- |
| 341  | 354  | 337  | 296  | 301  | 300  | 298  | 282  | 295  |

| 1962 | 1968 | 1975 | 1982 | 1990 | 1999 | 2006 | 2007 | 2012 |
| ---- | ---- | ---- | ---- | ---- | ---- | ---- | ---- | ---- |
| 288  | 223  | 201  | 175  | 138  | 157  | 199  | 205  | 213  |

| 2017 | 2022 | - | - | - | - | - | - | - |
| ---- | ---- | - | - | - | - | - | - | - |
| 222  | 224  | - | - | - | - | - | - | - |

## Culture locale et patrimoine

### Lieux et monuments
- L'église Notre-Dame a été construite au XIXe siècle à l'emplacement d'un édifice plus ancien ; les pierres proviennent du démantèlement d'une partie de la commanderie voisine.
- Les anciens thermes du moulin de « La Rode » incluaient une source ferrugineuse permettant, entre autres, de lutter contre l'anémie et la chlorose ; ils furent exploités par des médecins au cours du XIXe siècle après que la source ait été autorisée en 1840 ; l'activité en périclita durant l'entre-deux-guerres[28].

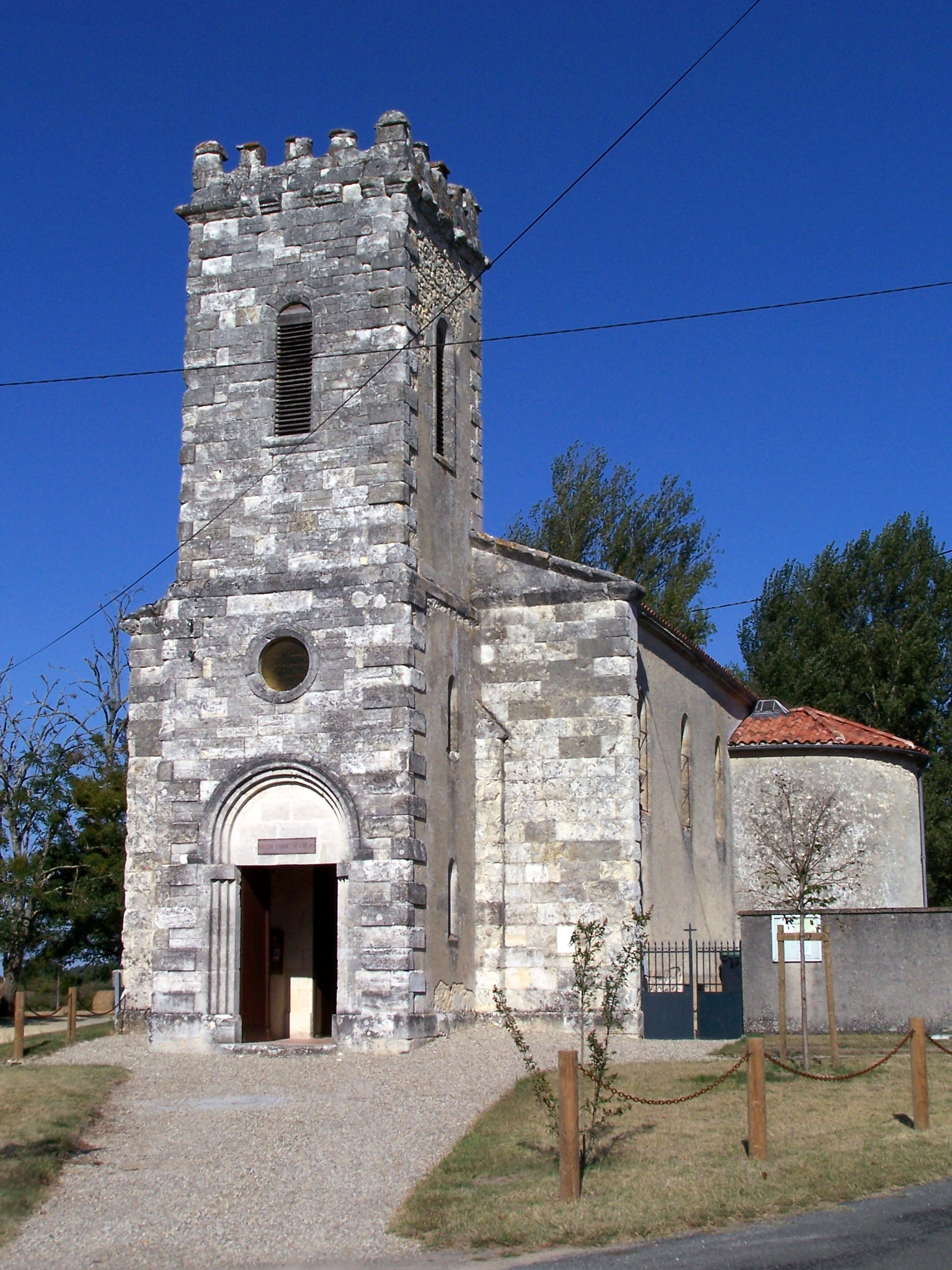
L'église Notre-Dame (septembre 2012)
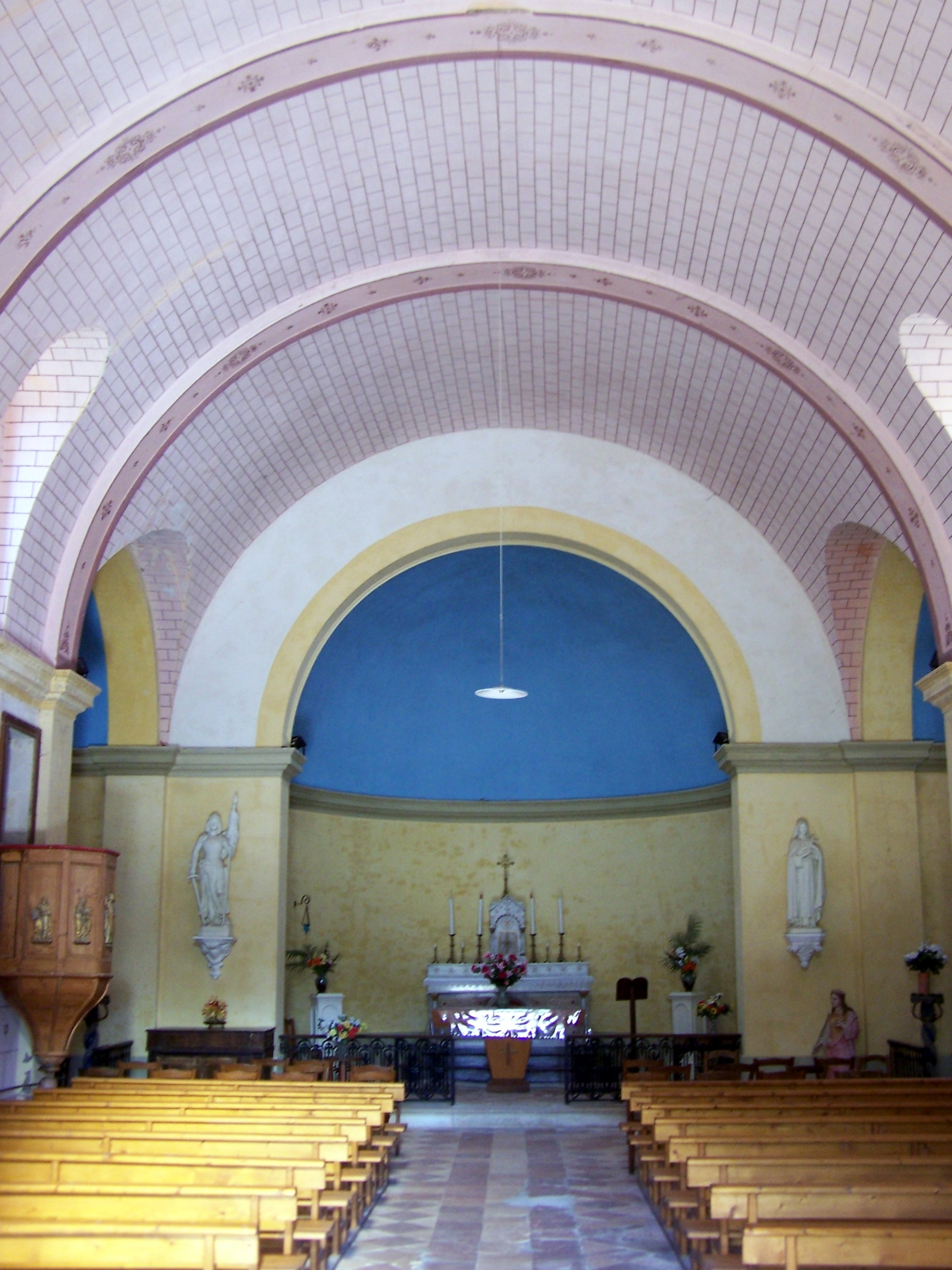
La nef (septembre 2012)
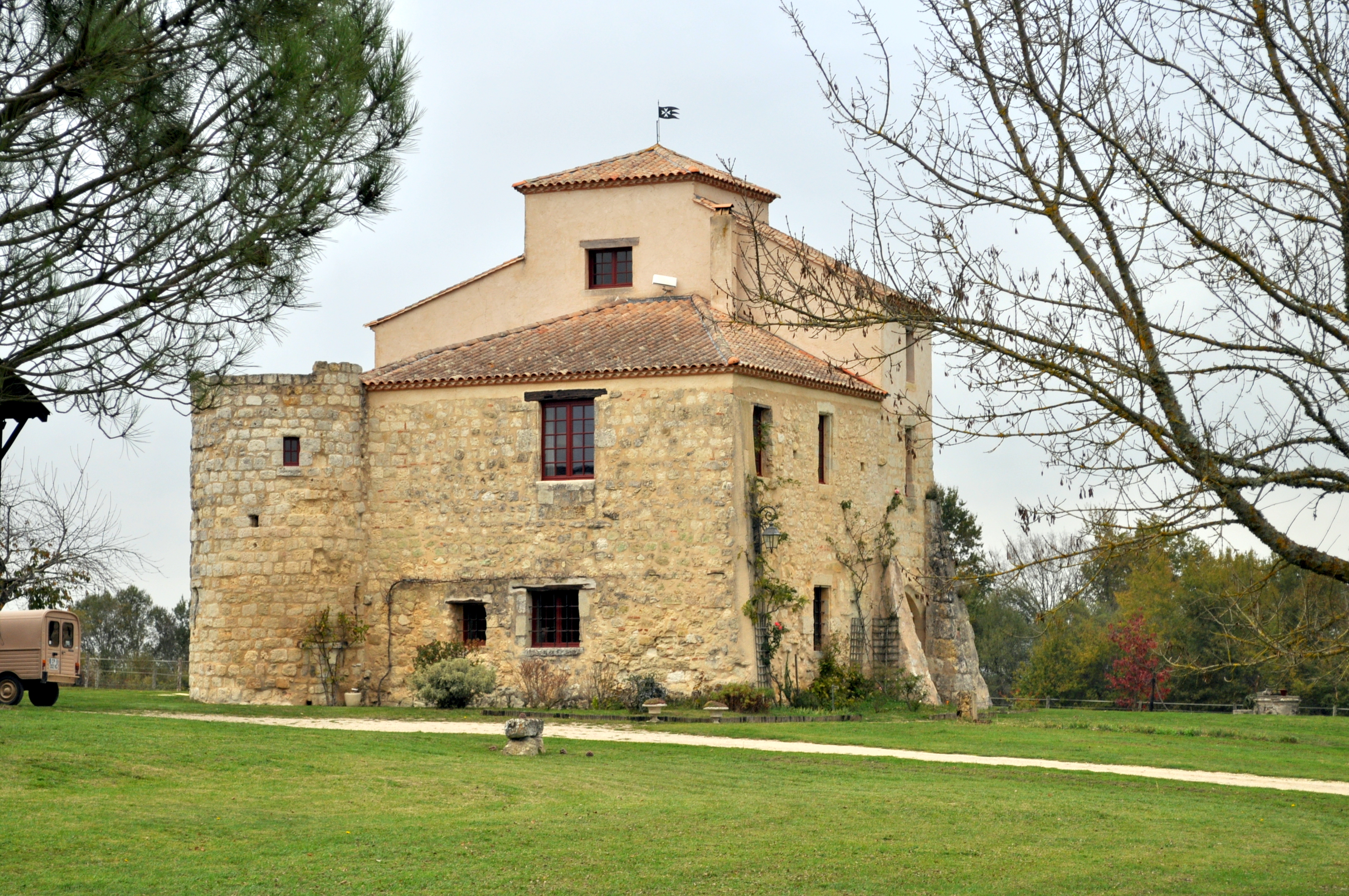
Restes de l'ancienne commanderie de Cours.
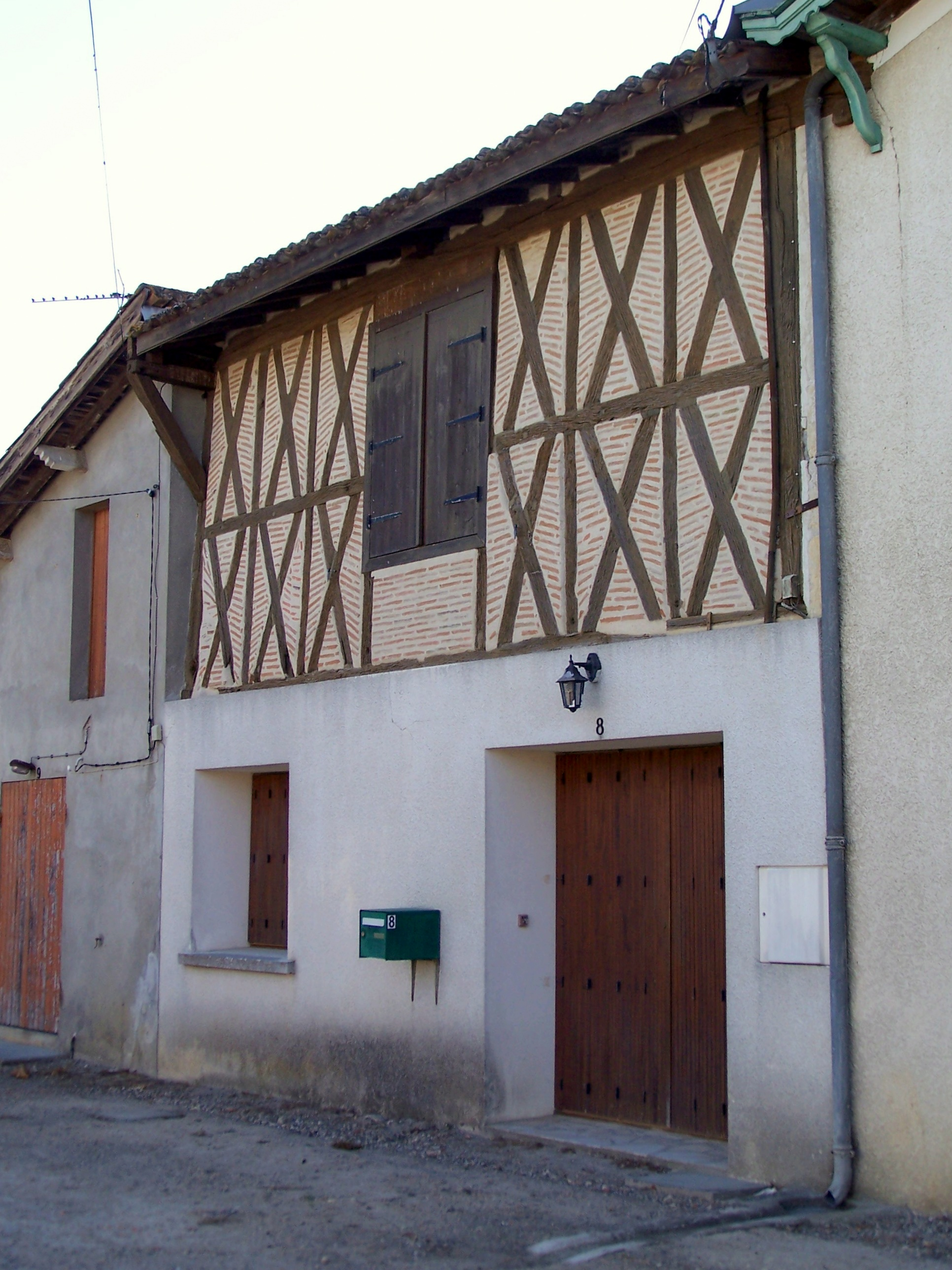
Maison à pans de bois dans le bourg (septembre 2012)
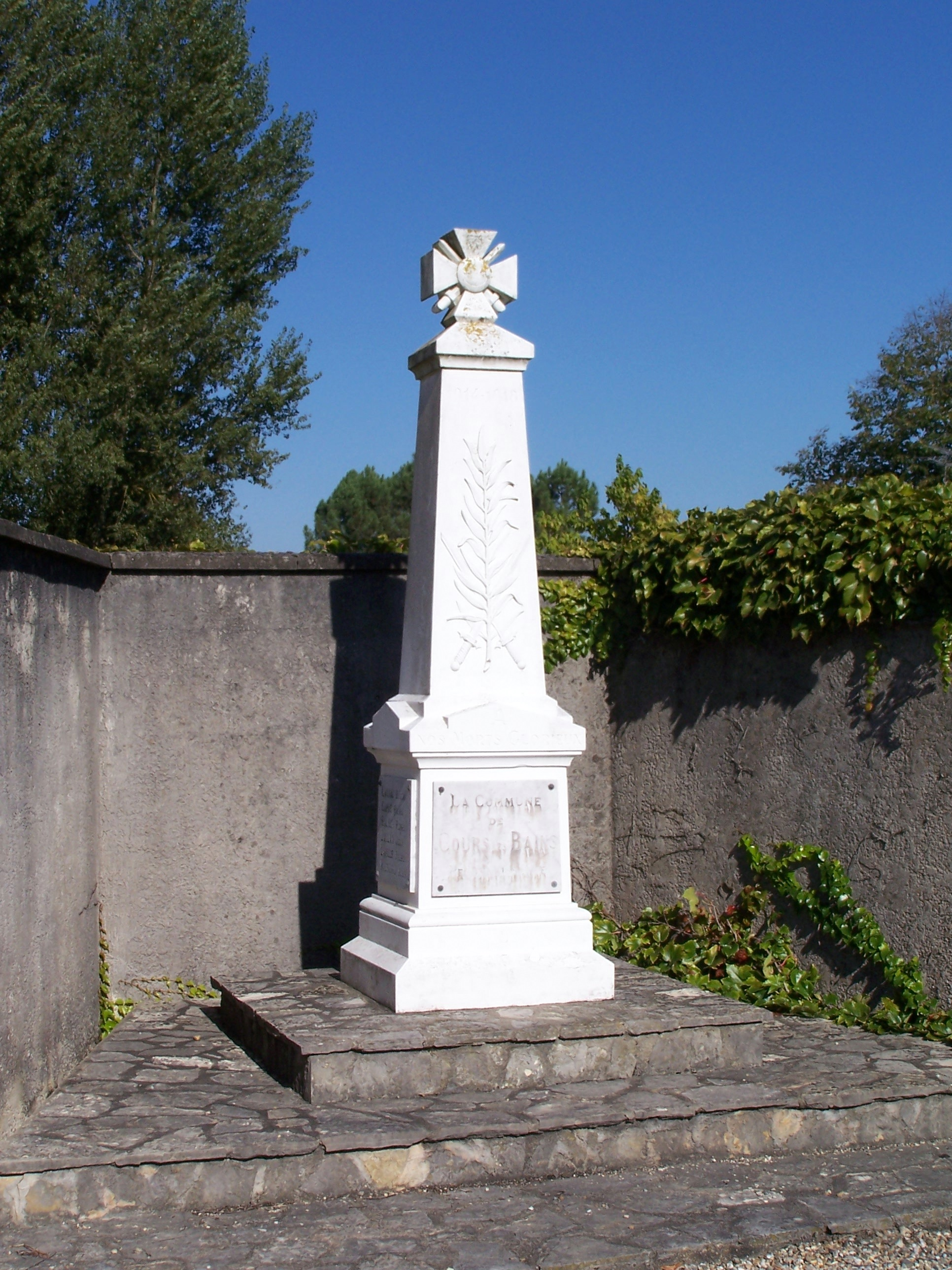
Le monument aux morts à proximité de l'église (septembre 2012)

### Personnalités liées à la commune
- L'avion que pilotait Chuck Yeager, le premier pilote à avoir franchi le mur du son, a été abattu le 5 mars 1944 pendant la Seconde Guerre mondiale au-dessus de Cours-les-Bains[39].

## Pour approfondir